# Eckhardt (geslacht)

Familiewapen van Eckhardt

Eckhardt (ook: Van Harencarspel Eckhardt) is een Nederlands geslacht waarvan leden in 1825 in de Nederlandse adel werden opgenomen. Het adellijke geslacht stierf in 1936 uit.

## Geschiedenis
De stamreeks begint met Johann Andreas Eckhardt (†1692) die officier in Statendienst was en gezant te Brussel van koning Willem III van Engeland. Ook nakomelingen van hem waren militairen of bestuurders. In 1825 werd een afstammeling van hem, François van Harencarspel Eckhardt verheven in de Nederlandse adel waardoor zijn nageslacht het predicaat jonkheer of jonkvrouw verkreeg. Het adellijke geslacht stierf in 1936 uit.

## Enkele telgen
Johann Andreas Eckhardt (†1692), officier in Statendienst, gezant te Brussel van koning Willem III van Engeland
- mr. Josias Eckhardt (1672-1740), onder andere advocaat Hof van Holland
  - Wouter Eckhardt (1708-1778), officier in Statendienst, laatstelijk generaal-majoor der cavalerie
    - Josias Eckhardt (1750-1798), burgemeester van Haarlem
      - jhr. François van Harencarspel Eckhardt (1784-1842), gouverneur van Drenthe
        - jhr. Samuël Egbert Paul Apollonius van Harencarspel Eckhardt (1814-1870), 2e luitenant
          - jkvr. Eugène Josephine Pauline van Harencarspel Eckhart (1852-1936), laatste telg van het adellijke geslacht; trouwde in 1886 met Charles Henri Frédéric Riesz (1849-1915), generaal-majoor infanterie Oost-Indische Leger, zoon van Charles Henri Frédéric Riesz (1824-1903) en Henriette Elisabeth Carolina Merkus (1826-1888), de laatste dochter van gouverneur-generaal van Nederlands-Indië mr. Pieter Merkus